# Nam Mỹ (xã)
Nam Mỹ là một xã cũ của huyện Nam Trực, tỉnh Nam Định

## Lịch sử
- Trước năm 1953, là xã Mỹ Hào, huyện Mỹ Lộc;
- Sau năm 1953 cắt sang huyên Nam Trực, đổi tên thành Nam Mỹ. Năm 1969 sáp nhập với xã Nam Phong thành xã Phong Mỹ năm 1971 chia tách 2 xã về ban đầu về xã Nam Mỹ

## Vị trí địa lý
- Phía Bắc giáp xã Nam Phong Thành phố Nam Điịnh
- Phía Đông giáp xã Điền Xá;
- Phía Nam giáp xã Nam Toàn và Hồng Quang;
- Phía Tây giáp xã Nam Vân và Nam Toàn.
- Cách trung tâm thành phố Nam Định 3 Km về phía nam theo đường 21B. dân số 6550 nhân khẩu, diện tích đất tự nhiên là 624,94ha
- Giao thông đi lại thuận tiện có 2,1 Km đường Tân Phong, 2,2Km đường 21B nay là đường Đặng Xuân Bảng, 1,4 Km đường Phong Mỹ và đang thi công đường Trung Tâm Phía Nam Thành phố đoạn qua Nam Mỹ xóm Quyết Tiến là 600m

## Hành chính
- Xã được chia làm hai thôn:

```
- Thôn Đồng Phù bao gồm 5 xóm Đồng Tiến ( Quyết Tiến và Đồng Ích, tên gọi cũ trước đây ), Tiền Phong 1, Tiền Phong 2, Đại Thắng, Đồng Tâm.
- Thôn Vô Hoạn bao gồm 2 xóm Tân Dân, Trung Thành.
```

- Đảng ủy gồm 15 người, trong đó Bí thư kiêm chủ tịch HDND là đồng chí Nguyễn Văn Hiếu.Chủ tịch UBND xã là đồng chí Đào Văn Thiết
- Năm 2009 nhân dân và lực lượng vũ trang xã được Chủ tịch nước phong tặng danh hiệu Anh hùng lực lượng vũ trang thời kỳ kháng chiến chống Pháp.

## Lễ hội
Lễ hội đền Đồng Phù và đền Vô Hoạn, tổ chức vào ngày mồng 10 tháng 3 âm lịch hàng năm. Thờ Quê Hoa công chúa Trần Thị Ngọc Trân thượng đẳng thần cứu dân độ thế bán thuốc chữa bệnh dạy dân dệt vải, hiện nay ngay cạnh đền thờ bà còn có chợ mang tên chợ Bùa, trong lễ hội có nhiều trò chơi dân gian như cờ người, gà trọi, và rước kiệu. Địa phương có truyền thống trồng Hoa đào có khoảng trên 60 ha trồng đào với các loại đào thế, đào xùm, rất đẹp, hàng năm cứ vào dịp tết có hàng trăm xe ô tô lớn nhỏ chuyển đi cả nước để bán buôn bán lẻ.